# 岸善幸
岸 善幸（きし よしゆき、1964年（昭和39年）- ）は日本の演出家、テレビプロデューサー、映画監督。山形県最上町出身。

## 経歴
山形県立新庄北高等学校を経て早稲田大学教育学部に入学。シナリオ研究会に入部して映画製作に没頭する。
1987年（昭和62年）大学卒業後、テレビマンユニオンに参加。同期に是枝裕和がいる。日本テレビ『アメリカ横断ウルトラクイズ』のスタッフ等を務め、毎日放送『世界ウルルン滞在記』の原型となった『地球ZIGZAG』において企画・発案を担い、演出デビューを果たす。
このほか、フジテレビ『NONFIX』では是枝らと共に番組のコンセプトワークに貢献。毎日放送『情熱大陸』でもコンセプトワークに関わる。
NHKドラマ『開拓者たち』で毎日芸術賞、『ラジオ』で芸術祭大賞など、手掛けた作品は多数受賞している。
2012年（平成24年）よりテレビマンユニオン代表取締役常務。
2016年（平成28年）初夏、映画初監督作『二重生活』を公開。

## 主な作品・受賞歴
- 1996年　　　　　　
  - 日本船舶振興会ビデオドキュメンタリー『街に暮らす・スウェーデン篇』企画・構成・演出・プロデュース
  - テレビ東京『知ってドーするの!?』スタジオ演出・プロデュース
- 1998年　　　　　
  - 日本船舶振興会ビデオドキュメンタリー『街に暮らす・日本篇』企画・構成・プロデュース
- 1999年
  - フジテレビ『NONFIX』“犬を飼う〜人の老後に似ている犬の老後〜”　構成・プロデューサー	
    - ATP賞2000 ドキュメンタリー部門優秀賞
- 2000年
  - 日本テレビ『アートの遺伝子Ｚ』プロデューサー	
    - ATP賞2001 情報バラエティ部門優秀賞
- 2005年
  - テレビ東京『ガイアの夜明け〜名医を育てろ〜』構成・演出　　　　　　　　　　
    - 平成13年度　科学放送賞 高柳記念奨励賞
- 2007年
  - 讀賣テレビ 非破壊検査スペシャル『いのちの永遠への道〜アンチエイジングを巡る旅〜』構成・演出	　　　　　
    - 2007年度 年間テレビベスト作品 選出
- 2009年
  - NHKハイビジョン特集『少女たちの日記帳 ヒロシマ 昭和20年4月6日〜8月6日』脚本・演出
    - 第27回 ATP賞テレビグランプリ2010総務大臣賞／ドラマ部門優秀賞
    - 平成21年度 芸術祭参加作品
- 2012年
  - NHK大型ドキュメンタリードラマ『開拓者たち』脚本・演出 	
    - 第29回 ATP賞テレビグランプリ2012総務大臣賞
    - 第49回 ギャラクシー賞テレビ部門奨励賞
    - 第54回 毎日芸術賞

  - BSフジ『美しき酒呑みたち』総合演出
- 2013年
  - NHK特集ドラマ『ラジオ』演出
    - 平成25年度文化庁芸術祭「テレビ・ドラマ部門」大賞
    - 2014年国際エミー賞 テレビ映画部門ノミネート
    - シカゴ国際映画祭テレビ賞長編テレビ映画部門金賞
    - アジア・テレビ祭単発ドラマ部門ノミネート
    - （ドイツ）ワールドメディアフェスティバルエンターテインメントその他部門金賞
    - 国際ドラマフェスティバル in TOKYO 2013東京ドラマアウォード2013 単発ドラマ部門優秀賞
- 2015年
  - NHK総合ドラマ『戦後70年  一番電車が走った』脚本・演出
    - 平成27年度文化庁芸術祭参加作品

  - NHK BSプレミアム・ドラマ『世界はひばりを待っている』HIBARIフェス！from 1945 to 2015 ～みんなひばりが好きだった～
- 2016年
  - 映画『二重生活』監督・脚本
    - 第14回ウラジオストク国際映画祭（最優秀監督賞・主演女優賞 受賞）
    - 第24回ロンドン・レインダンス映画祭 コンペティション部門 監督賞・主演女優賞選出
    - 第23回ミンスク国際映画祭（ベラルーシ）FEATURE FILM COMPETITION "YOUTH ON THE MARCH"コンペティション部門正式出品　
    - 第16回ニューヨーク・アジア映画祭 審査員特別賞受賞

  - NHK総合ドラマ『キッドナップ・ツアー』脚本・演出
- 2017年
  - 映画『あゝ、荒野』監督・脚本 
    - アジアン・フィルム・アワード（マカオ） 助演男優賞（ヤン・イクチュン）
    - デジタル・コンテンツ・オブ・ジ・イヤー'17／第23回AMDアワード AMD理事長賞
    - 菅田将暉 平成29年度（第68回）芸術選奨新人賞（映画『あゝ、荒野』ほかの演技に対して）
    - 第41回日本アカデミー賞 最優秀主演男優賞（菅田将暉「あゝ、荒野　前篇」）
    - 2017年日本映画ペンクラブ会員選出映画 日本映画部門第1位（作品、岸善幸監督）
    - 第91回キネマ旬報ベスト・テン、日本映画ベスト・テン第3位、主演男優賞（菅田将暉）、助演男優賞（ヤン・イクチュン）、読者選出 日本映画監督賞（岸善幸）、読者ベスト・テン（日本映画）第1位[5]
    - 第60回ブルーリボン賞　作品賞、助演男優賞（ユースケ・サンタマリア）
    - 第72回毎日映画コンクール 日本映画優秀賞、男優主演賞（菅田将暉）
    - 第30回日刊スポーツ映画大賞・石原裕次郎賞 作品賞（岸善幸監督）、主演男優賞（菅田将暉）
    - 第22回日本インターネット映画大賞 日本映画部門 監督賞（岸善幸監督）
    - 第42回報知映画賞 作品賞・邦画（岸善幸監督）、主演男優賞（菅田将暉）
    - 第22回釜山国際映画祭 「アジア映画の窓」部門正式出品、「キム・ジソク賞」ノミネート

  - BRAHMAN『今夜』MV演出
- 2022年
  - 映画『前科者』監督・脚本[1][2]
- 2023年
  - 映画『正欲』監督
    - 第36回東京国際映画祭 最優秀監督賞（岸善幸監督）、観客賞[6]
- 2025年
  - 映画『サンセット・サンライズ』監督